# 日本データ通信協会
一般財団法人日本データ通信協会（にほんデータつうしんきょうかい）は、電気通信主任技術者、ネットワーク接続技術者の電気通信国家試験の実施、情報通信セキュリティ事業を行う。元総務省所管。略称はデ協（デきょう）。

## 概要
役員
- 理事長（代表理事）：祖父江和夫
- 専務理事（業務執行理事）：髙嶋幹夫

### 沿革
- 1973年（昭和48年）12月　設立
- 1983年（昭和58年）1月　情報通信ネットワークの登録審査事務代行機関の業務開始
- 1985年（昭和60年）4月　電気通信事業法に基づく電気通信主任技術者試験及び工事担任者試験の試験機関の業務開始
- 1987年（昭和62年）2月　情報通信ネットワーク安全・信頼性対策実施登録審査業務開始
- 1998年（平成10年）
  - 3月　情報通信ネットワーク安全・信頼性対策実施登録審査事務終了
  - 4月　個人情報保護登録センター業務開始
  - 6月　ウィルスコンサルティングセンター業務開始
- 2000年（平成12年）7月　電子署名・認証センター業務開始
- 2002年（平成14年）7月　迷惑メール相談センター業務開始
- 2005年（平成17年）
  - 1月　Telecom-ISAC Japan（テレコム・アイザック推進会議）を編入
  - 2月　タイムビジネス認定センター業務開始
  - 4月　電気通信個人情報保護推進センター業務開始
  - 10月　個人情報保護登録センター業務終了
  - 12月
    - ウィルスコンサルティングセンター業務をセキュリティ対策推進協議会（SPREAD）へ移管
    - 情報通信エンジニア資格制度の創設
- 2006年（平成18年）
  - 2月　工事担任者養成講座（eLPIT）業務開始
  - 5月　タイムビジネス推進部業務開始
  - 6月　プライバシーマーク指定機関認定業務開始
- 2007年（平成19年）
  - 2月　eLPITの科目受講制度創設
  - 10月　工事担任者試験等インターネット申請受付システム（コンビニ支払）運用開始
- 2008年（平成20年）10月　個人情報保護マネジメントシステム構築
- 2009年（平成21年）6月　シンボルマーク制定
- 2012年（平成24年）4月　一般財団法人へ移行
- 2015年（平成27年）3月　電気通信主任技術者定期講習機関として業務開始
- 2016年（平成28年）7月　テレコム・アイザック部を一般社団法人ICT-ISACへ業務移管
- 2018年（平成30年）6月　タイムビジネス協議会をトラストサービス推進フォーラムへ改組
- 2021年（令和3年）7月　時刻認証業務の認定に関する規程の指定調査機関として業務開始

## 事業
情報通信人材育成本部
- 電気通信国家試験センター：電気通信主任技術者試験および工事担任者試験の実施
- 人材研修部：eLPITの実施

情報通信セキュリティ本部
- 迷惑メール相談センター：スパムメールの申告窓口

日本産業協会も実施している。

## その他
2008年（平成20年） 3月9日、「事業仕分け第2弾」において、仕分け対象枠の公益法人に選定された。歴代の理事長職は長年旧郵政省、総務省官僚出身者が務めていたが、同年4月より学術研究者が就任するに至っている。